# Anceya terebriformis
Anceya terebriformis és un caragol aquàtic pertanyent a la família Paludomidae.

## Descripció
- Mides: 12 x 2,7 mm.[1]

## Hàbitat
Viu a l'aigua dolça.

## Distribució geogràfica
És un endemisme del llac Tanganyika: Tanzània i la República Democràtica del Congo.